# Azadeh Rojhan
Azadeh Rojhan, tidigare Rojhan Gustafsson, född 6 februari 1986 i Iran, är en svensk politiker (socialdemokrat).
Rojhan  föddes i Iran och kom till Sverige 1991 då hennes familj flyttade till Gävle. Efter en mellanlandning i Uppsala flyttade familjen till Upplands Väsby 2001. Hon har suttit i kommunfullmäktige och kommunstyrelsen i Upplands Väsby. 

## Politik och studier
Rojhan har studerat orientalistikprogrammet vid Uppsala universitet och har arbetat som 1:e ombudsman för Stockholms läns SSU-distrikt. Rojhan har varit ordförande för Socialdemokraterna i Upplands Väsby och blev riksdagsledamot riksdagsvalet 2014 först som ersättare för Mikael Damberg och sedan 2022 på ett personligt mandat. I riksdagen har hon främst varit verksam som ledamot i Kulturutskottet men även som en del av den svenska delegationen till Europarådets parlamentariska församling, från 2015 som suppleant och sedan 2022 som ordinarie ledamot.